# Ferdinand Bonn

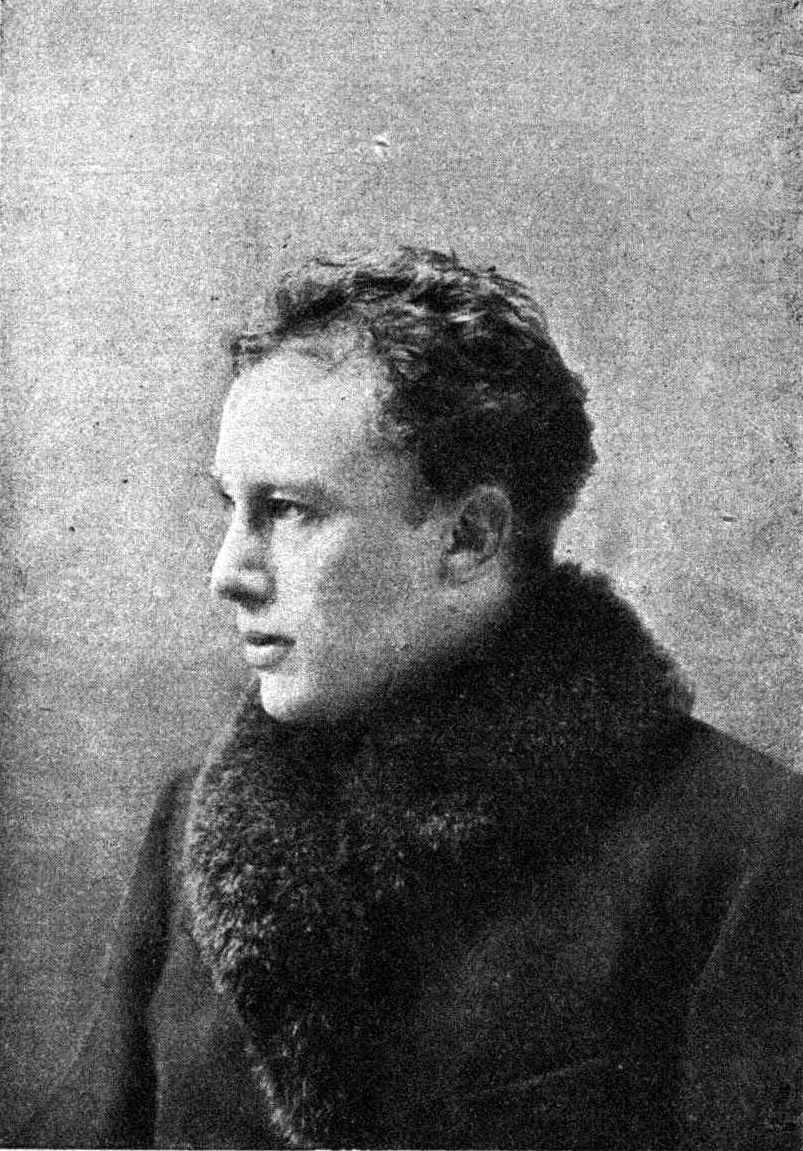
Ferdinand Bonn

Ferdinand Franz Josef Bonn, Pseudonyme Florian Endli und Franz Baier (* 20. Dezember 1861 in Donauwörth; † 24. September 1933 in Berlin) war ein deutscher Schauspieler, Bühnenautor und Theaterleiter.

## Leben

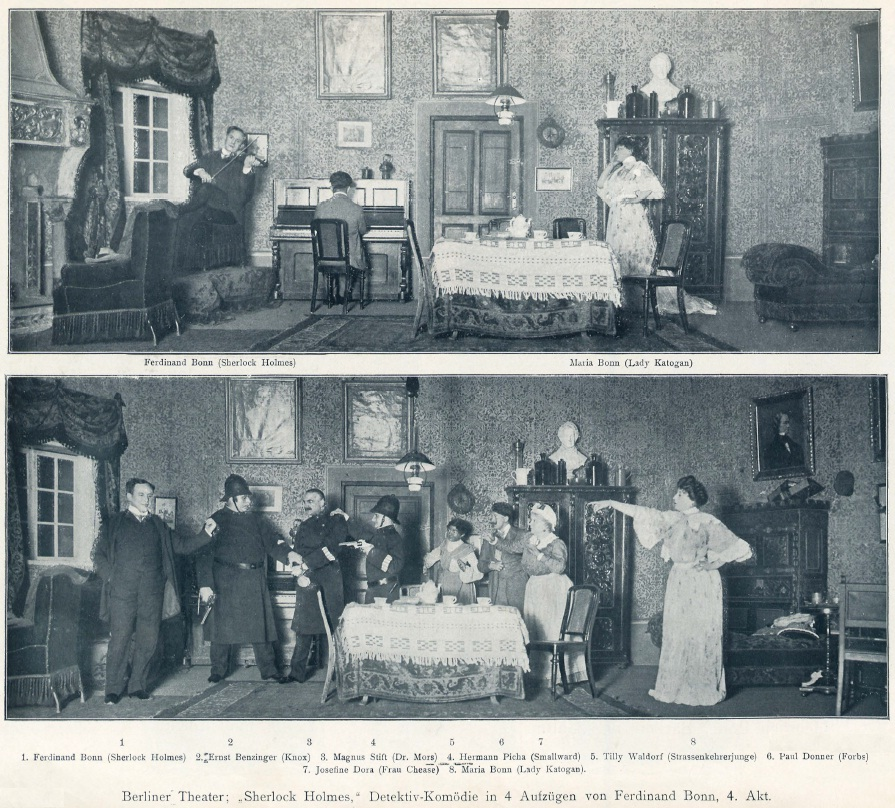
Szenenbilder aus dem Theaterstück Sherlock Holmes von Ferdinand Bonn, mit dem Autor in der Hauptrolle. Aufführung des Berliner Theaters, 1906. Foto: R. Siegert.

Ferdinand Bonn, Sohn der Eltern Franz und Bertha Bonn, geb. Promoli, verfasste bereits zur Schulzeit eigene Theaterstücke, in denen er selbst mitwirkte. 1880 machte er das Abitur am Wilhelmsgymnasium München und begann ein Studium der Rechtswissenschaften an der Universität München. Er wandte sich zunächst der Malerei und dann der Schauspielerei zu.
Bonn nahm Schauspielunterricht bei Ernst Possart und gab sein Debüt 1885 am Stadttheater Nürnberg als Derwisch in Nathan der Weise. Noch im selben Jahr spielte er am Deutschen Theater in Moskau und blieb dort für eine Spielzeit. Später agierte er in München und am Burgtheater in Wien, wo er als Hamlet, Franz Moor in Die Räuber und Raskolnikow in Schuld und Sühne bekannt wurde.
1905 gründete er in Berlin Ferdinand Bonns Berliner Theater im gleichnamigen Gebäude Berliner Theater. Hier kamen zahlreiche von Bonn geschriebene Bühnenstücke zur Uraufführung. „Bonn bekannte sich zu einem ästhetischen Stil, der gezielt eine überbordende Ausstattung und allerlei Bühneneffekte einsetzte“. Seine Direktion des Berliner Theaters dauerte nur zwei Jahre und war, so befindet der Theaterhistoriker Peter W. Marx, „künstlerisch und ökonomisch ein Fehlschlag“. Dennoch „machte Bonn sich und sein Theater zum Stadtgespräch“, unter anderem durch den Einsatz von lebenden Tieren auf der Bühne. Er adaptierte Erzählungen von Arthur Conan Doyle um den Meisterdetektiv Sherlock Holmes mit ihm selbst als Holmes, und zwar 1906 Sherlock Holmes, und 1907 Der Hund von Baskerville und Die tanzenden Männchen. Sein patriotisches Bühnendrama Der junge Fritz wurde von Kaiser Wilhelm II., der noch eine der Sherlock-Holmes-Aufführungen besucht hatte, verboten, worauf Bonn heftig reagierte. 1911 inszenierte Bonn im Circus Busch Shakespeares Drama Richard III., wobei er selbst die Hauptrolle übernahm. Die spektakuläre, von der Kritik weitgehend abgelehnte Aufführung war besonders gekennzeichnet durch den Einsatz zahlreicher lebender Pferde, was Bonn den Spottnamen Pferdinand eintrug.
Noch vor dem Ersten Weltkrieg musste er Konkurs anmelden und ging dann wieder auf Theatertournee. Beim Film begann er in einigen dänischen Produktionen und wurde 1913 durch Ludwig II. von Bayern bekannt, in dem er nicht nur die Titelrolle, sondern auch die Produktion übernahm. Er führte diesen Film in einer Privatvorführung dem König von Bayern vor. Er fand hohe Anerkennung.
Im Film Robert und Bertram, die lustigen Vagabunden von 1915 spielte neben ihm Ernst Lubitsch. 1920 stellte er in Das Schweigen am Starnberger See noch einmal den Märchenkönig Ludwig II. dar.
Wiederholt spielte Bonn unter der Regie von Richard Oswald. Er mimte bevorzugt Detektive und verkörperte 1919 Kaiser Wilhelm II. in Kaiser Wilhelms Glück und Ende. Zwischen 1920 und 1924 war er häufig in österreichischen Filmen zu sehen. Bonn, beim Film anfangs stets in tragenden Rollen, erhielt in den letzten Jahren meist nur kleinere Aufgaben.
Er benutzte zudem die Pseudonyme Florian Endli, Franz Baier und Hanns Witt-Ebernitz. In erster Ehe war Bonn mit einer Schwester der Opernsängerin Emma Moerdes verheiratet.

## Filmografie
- 1911: Das Millionentestament (Millionobligationen) (Drehbuch)
- 1912: Herzenskämpfe (Hjerternes Kamp)
- 1912: Die Tragödie einer Mutter (En moders kaerlighed)
- 1913: Ludwig II. von Bayern (auch Produktion)
- 1914: Svengali
- 1914: Die Geschichte der stillen Mühle
- 1915: Lache, Bajazzo!
- 1915: Der Katzensteg
- 1915: Hampels Abenteuer
- 1915: Robert und Bertram
- 1916: Hoffmanns Erzählungen
- 1916: Professor Erichsons Rivale
- 1917: Der Spion
- 1917: Der Erbe von Het Steen
- 1917: Ihr Sohn
- 1917: Farmer Borchardt
- 1917: Der Verräter
- 1917: Der Erdstrommotor
- 1918: Brockhaus, Band dreizehn
- 1918: Don Juans letztes Abenteuer
- 1918: Was er im Spiegel sah
- 1918: Die goldene Mumie
- 1919: Kaiser Wilhelms Glück und Ende (Doppelrolle, auch Drehbuch)
- 1919: Das Werkzeug des Cosimo
- 1919: Die Prostitution (2 Teile)
- 1919: Manon. Das hohe Lied der Liebe
- 1919: Salome
- 1920: Die Geheimnisse von London
- 1920: Das vierte Gebot
- 1920: Das Schweigen am Starnberger See
- 1922: Die Schuldigen
- 1924: Lumpen und Seide
- 1924: Der Fluch
- 1925: Als ich wiederkam
- 1925: Der Bankkrach Unter den Linden
- 1926: Der goldene Schmetterling
- 1926: Die Frau in Gold
- 1926: Im weißen Rößl
- 1926: Eine tolle Nacht
- 1927: Da hält die Welt den Atem an
- 1927: Dr. Bessels Verwandlung
- 1927: Der falsche Prinz
- 1927: Der Zigeunerbaron
- 1927: Üb’ immer Treu’ und Redlichkeit
- 1927: Gustav Mond … Du gehst so stille
- 1928: Heut’ spielt der Strauss
- 1928: Rasputins Liebesabenteuer
- 1929: Verirrte Jugend
- 1929: Die Frau im Talar
- 1930: Dreyfus
- 1930: Die große Sehnsucht
- 1930: Nur Du
- 1930: Donauwalzer
- 1931: Der Bergführer von Zakopane
- 1931: Im Geheimdienst
- 1931: Solang’ noch ein Walzer von Strauß erklingt
- 1932: Friederike

## Werke von Ferdinand Bonn
- Werkausgabe in 4 Bänden: Gesammelte Werke. Xenien-Verlag, Leipzig 1911
- Gesammelte Werke Band 1: Soldatengeschichten und -Gedichte
- Gesammelte Werke Band 2:
  - Hélène Moerdès (Helene Bonn) (Autobiogr. Teil) (S. 4, PDF S. 18)
  - Anna Helene Hagemann (Autobiogr. Teil) (S. 13, PDF S. 35)
  - Anna Helene, Drama in 4 Aufzügen (S. 41, PDF S. 73)
  - Kiwito, Lustspiel in 4 Aufzügen (S. 139, PDF S. 181)
  - Friedrich II von Preußen: ein vaterländisches Schauspiel in 3 Teilen
    - 1. Der junge Fritz, ein Schauspiel in 4 Aufzügen (S. 235, PDF S. 293)
    - 2. Friedrich der Große, Schauspiel (S. 305, PDF S. 369)
    - 3. Der alte Fritz (fehlt = nie geschrieben)

  - Der Sieger, Lustspiel in 3 Aufzügen (S. 391, PDF S. 463)